# Bates-törpeantilop
A Bates-törpeantilop (Nesotragus batesi) az emlősök (Mammalia) osztályának párosujjú patások (Artiodactyla) rendjébe, ezen belül a tülkösszarvúak (Bovidae) családjába és az antilopformák (Antilopinae) alcsaládjába tartozó faj.
A korábbi rendszertani besorolások a nyugat-afrikai apró törpeantiloppal (Neotragus pygmaeus) rokonították, és a Neotragus nembe helyezték, azonban a mitokondriális DNS-vizsgálatok bebizonyították, hogy valójában nem közeli rokonok.

## Előfordulása
A Bates-törpeantilopok Közép-Afrika párás, dús aljnövényzetű síkvidéki erdőségeinek lakói, de az emberi környezetben is megtalálhatóak ültetvények közelében, utak mentén és erdőirtás után regenerálódó területeken. A faj három különálló régióban fordul elő: 
1. Nigéria délkeleti részén, a Nigertől keletre a Cross-folyóig;
2. a Kongói Demokratikus Köztársaság északkeleti részén, a Lualabától északra és keletre, némileg átnyúlva Uganda délnyugati határvidékére;
3. Kamerun déli részén, a Sanagától délre, északkeleten a Közép-afrikai Köztársaságban a Sangháig, délkeleten és délen pedig Egyenlítői-Guineán és Gabonon át a Kongói Köztársaság nyugati részéig.

## Megjelenése
A Bates-törpeantilopok nevüknek megfelelően kis termetű állatok: testtömegük 2-3 kilogramm, marmagasságuk 25-31 centiméter, hosszuk 50-57 cm között mozog, amihez 4,5-5 cm-es farok csatlakozik. A tehenek némileg nagyobbak a bikáknál. Testfelépítésük karcsú, hátsó lábaik hosszúsága miatt faruk némileg magasabban van a válluknál. Hátuk ívelt, nyakuk rövid. Szőrzetük fényes, sötét mahagóniszínű vagy gesztenyebarna a háton, az oldalak felé világosodik. A hasoldal fehér, ahogy az áll és a torok is; fehér és fekete mintázat a fülön is megfigyelhető. Szarvakkal csak a hímek rendelkeznek, ezek simák, hosszuk 3,8-5 cm, és az orr vonalával párhuzamosan hátrafelé hajlanak.

## Életmódja
A magányosan élő hímek territoriálisak, 2-4 hektáros területüket fejükön levő mirigyeik váladékával jelölik ki. A nőstények nem tartanak territóriumot, viszont gyakorta élnek néhány állatot számláló csoportokban. Meneküléskor rövid, érdes vakkantást hallatnak, a hímek pedig orrhangú hívójellel keresik a teheneket.
A Bates-törpeantilop elsősorban leveleket, hajtásokat, bimbókat és gombákat fogyaszt, fűféléket csak kevésbé. Előszeretettel jár rá az emberi terményekre (pl. földimogyoró), ám az általa okozott kár minimális.

## Szaporodása
Párzásra egész évben sor kerülhet, de a csúcsidőszakot a száraz időszak vége és a nedves időszak kezdete jelenti. Körülbelül féléves vemhességet követően egyetlen utód jön a világra. A Bates-törpeantilopok hímjei 8-18 hónaposan, nőstényei rendszerint 16 hónaposan érik el az ivarérettséget.

## Természetvédelmi helyzete
A Bates-törpeantilopok állományát körülbelül kétszázhúszezresre becsülik, és stabilnak tűnik. Rejtőzködő életmódja miatt vadászata nem gyakori, ráadásul alkalmazkodik a mezőgazdasági területek közelségéhez és másodlagos növényzethez. Élőhelyén számos védett területen is menedéket talál. Mindezt tekintetbe véve a Természetvédelmi Világszövetség nem tekinti veszélyeztetettnek a fajt.